# Zabelia densipila
Zabelia densipila là một loài thực vật có hoa trong họ Kim ngân. Loài này được Hong Moon-Pyo, Young-Chul Kim, Nam Gi-Heum & Lee Byoung Yoon mô tả khoa học đầu tiên năm 2012.
Loài này tương tự như Z. biflora, nhưng có thể phân biệt bởi mùa ra hoa khác biệt, bầu nhụy với các lông dài và rậm, các khác biệt trình tự trong các khu vực mã hóa DNA ribosome nhân và DNA lục lạp.

## Phân bố
Loài này có tại Hàn Quốc.